# Blanca Lewin

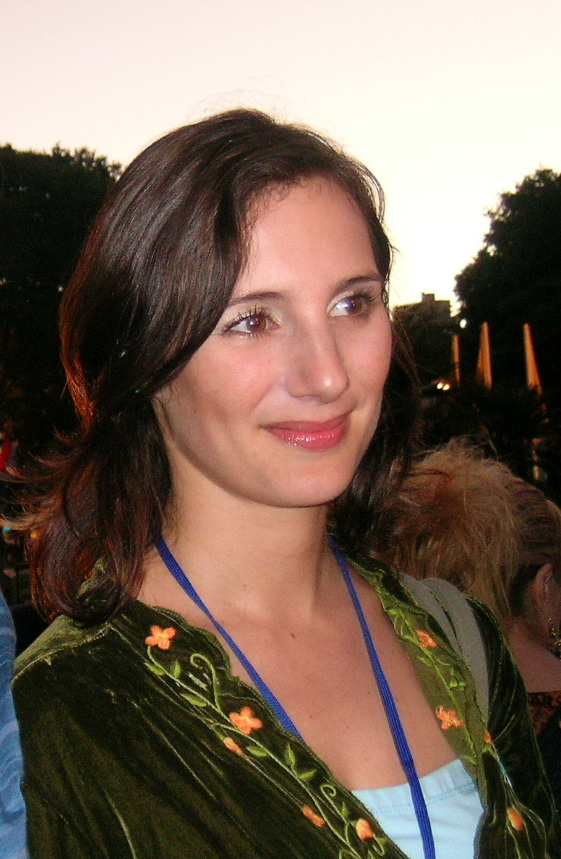
Blanca Lewin in 2006

Blanca Esperanza Lewin Gajardo (Santiago, 7 augustus 1974) is een Chileens actrice.
Ze studeerde aan de Pontificale Katholieke Universiteit van Chili. Ze werd vooral bekend door haar rol als "Lola Padilla" in de soapserie Lola. Ze heeft in haar carrière enkele prijzen gewonnen, zoals driemaal de Altazor voor "Beste Actrice" en de Festival de Cine Internacional de Palm Springs.
Gajardo is het nichtje van actrice Francisca Lewin.

## Filmografie

### Films
- Ángel Negro - 2000 - Angel Cruz
- Sangre Eterna - 2002 - Carmila
- Sábado - 2003 - Blanca
- En la Cama - 2005 - Daniela
- New Brooklyn - 2008 - Marta
- Íntimos y Extraños -2008- Clara

### Soapseries
- 1997 - Tic Tac (TVN) - Macarena Mendizábal
- 1998 - Iorana (TVN) - Tiare Tepano
- 1999 - La Fiera (TVN) - Tránsito Catrilaf Catrilaf
- 2000 - Romané (TVN) - Milenka California
- 2001 - Pampa Ilusión (TVN) - Clara Montes
- 2003 - Puertas Adentro (TVN) - Déborah Castro
- 2004 - Los Pincheira (TVN) - Samira Abu Kassem
- 2005 - Los Capo (TVN) - Beatrice Capo
- 2006 - Cómplices (TVN) - Emilia Pedraza
- 2007/2008 - Lola (Canal 13) - Lola Padilla / Pepa Galindo

### Series
- 2002 - Rojo Fama Contrafama (TVN)
- 2007 - La Liga (MEGA) - Conducción
- 2007 - Locos por el Baile (Canal 13)
- 2008 - Vértigo Versus (Canal13)

### Theater
- Edipo - 2003
- Roberto Zucco - 2006
- Desafección - 2006
- Las Tres Hermanas – 2008